# Crenarctus crenatus
Crenarctus crenatus is een tienpotigensoort uit de familie van de Scyllaridae. De wetenschappelijke naam van de soort is voor het eerst geldig gepubliceerd in 1900 door Whitelegge.